# Liste der Baudenkmale in Krakow am See
In der Liste der Baudenkmale in Krakow am See sind alle denkmalgeschützten Bauten der Stadt Krakow am See (Mecklenburg-Vorpommern) und ihrer Ortsteile aufgelistet  (Stand 10. Februar 2021).

## Legende
In den Spalten befinden sich folgende Informationen:
- ID-Nr: Die Nummer wird von den Denkmalämtern der Landkreise vergeben. Wenn sie nicht bekannt ist, bleibt die Spalte leer. In dieser Spalte kann sich zusätzlich das Wort Wikidata befinden, der entsprechende Link führt zu Angaben zu diesem Denkmal bei Wikidata.
- Lage: die Adresse des Denkmales und die geographischen Koordinaten.
Link zu einem Kartenansichtstool, um Koordinaten zu setzen. In der Kartenansicht sind Denkmale ohne Koordinaten mit einem roten bzw. orangen Marker dargestellt und können in der Karte gesetzt werden. Denkmale ohne Bild sind mit einem blauen bzw. roten Marker gekennzeichnet, Denkmale mit Bild mit einem grünen bzw. orangen Marker.
- Bezeichnung: Bezeichnung, so wie sie in den offiziellen Listen der Denkmalämter steht. Ein Link hinter der Bezeichnung führt zum Wikipedia-Artikel über das Denkmal. Wenn die Bezeichnung der Denkmalämter inhaltlich fehlerhaft ist, ist in der Spalte „Beschreibung“ darauf hinzuweisen.
- Beschreibung: Beschreibung des Denkmales
- Bild: ein Bild des Denkmales und gegebenenfalls einen Link zu weiteren Fotos des Denkmals im Medienarchiv Wikimedia Commons

## Baudenkmale nach Ortsteilen

### Krakow
| ID   | Lage                              | Bezeichnung                                                                         | Beschreibung | Bild                                                                  |
| ---- | --------------------------------- | ----------------------------------------------------------------------------------- | --- | --------------------------------------------------------------------- |
| 1953 | Am Bahnhof 10 (Karte)             | Speicher                                                                            | 4-gesch. Putzbau mit Ziegelpilaster gegliedert | Speicher                                                              |
| 1954 | Bahnhofsplatz 12 (3) (Karte)      | Wohn- und Bürogebäude                                                               | 2-gesch. Putzbau mit Walmdach und Fledermausgauben | Wohn- und Bürogebäude                                                 |
| 1955 | Bahnhofsvorplatz (Karte)          | Bahnhof mit Empfangsgebäude und Stellwerkhaus (Stellwerkswiese 4)                   | Der stillgelegte Bahnhof ist ein dreigeschossiges Gebäude mit eingeschossigem Anbau in Klinker. Das Stellwerkshaus wurde zu einem WEohnhaus umgenutzt. Lage Stellwerkshaus | Weitere Bilder                                                        |
| 1956 | Bahnhofsplatz (Karte)             | Kriegerdenkmal 1914/18                                                              | Das Denkmal für die 107 Opfer des Ersten Weltkrieges auf dem Bahnhofsplatz wurde im Oktober 1928 eingeweiht. | Weitere Bilder                                                        |
| 1957 | Buchenweg 7 (Karte)               | Wohnhaus                                                                            | |                                                                       |
| 1958 | Buchenweg 20/22 (Karte)           | Wohnhaus                                                                            | |                                                                       |
| 1959 | Buchenweg 24/26 (Karte)           | Wohnhaus                                                                            | |                                                                       |
| 1960 | Dobbiner Straße 3 (Karte)         | Wohnhaus                                                                            | |                                                                       |
| 1961 | Dobbiner Straße 5 (Karte)         | Wohnhaus und Scheune                                                                | |                                                                       |
| 1962 | Dobbiner Straße 6/8 (Karte)       | Wohnhaus                                                                            | |                                                                       |
| 1963 | Dobbiner Straße 7 (Karte)         | Wohnhaus                                                                            | |                                                                       |
| 1964 | Dobbiner Straße 14 (Karte)        | Wohnhaus                                                                            | |                                                                       |
| 1965 | Ernst-Thälmann-Straße 2 (Karte)   | Scheune                                                                             | |                                                                       |
| 1966 | Friedhof Plauer Chaussee (Karte)  | Grabdenkmal für die Explosionsopfer in der Spirituosenfabrik von 1952               | Denkmal für die Opfer der Katastrophe in der Spiritusfabrik am 7. Mai 1952, bei der fünf Feuerwehrmänner starben. Durch einen Blitzschlag brach ein Brand aus. | Grabdenkmal für die Explosionsopfer in der Spirituosenfabrik von 1952 |
| 1967 | Friedhof Plauer Chaussee (Karte)  | Jüdischer Friedhof (Plauer Chaussee)                                                | | Weitere Bilder                                                        |
| 1968 | Goetheallee 7 (1) (Karte)         | Hotel                                                                               | Zunächst befand sich an diesem Standort seit Mitte des 19. Jahrhunderts das Krakower Schützenhaus, das 1907 durch einen Scheunenbrand beschädigt wurde. Der Nachfolgebau wurde 1908 als Kurhotel Schützenhof eröffnet, dann als Kurhotel bzw. Kurhaus Strandschloss und seit 1947 unter dem Namen Seehotel betrieben. Im Saal gab es ab den 1920er Jahren auch Kinobetrieb.         | Weitere Bilder                                                        |
| 1969 | Goetheallee 11 (2) (Karte)        | Fischerei mit Hüden, mit Bootsschuppen, Räucherschuppen, Schuppen, Eiskeller        | Der Hüden der Fischerei wurde 1936/37 als Überdachung für die Hälterkästen erbaut und erhielt ein Reetdach. | Weitere Bilder                                                        |
| 1970 | Goetheallee 30 (6) (Karte)        | Villa                                                                               | Baubeginn des Jungmännerheims war 1918, die Fertigstellung wegen der Inflation dann im Jahr 1927 als Villa Pauls Ruh. |                                                                       |
| 1971 | Goldberger Straße 1 (Karte)       | Wohnhaus                                                                            | |                                                                       |
| 1972 | Goldberger Straße 2 (Karte)       | Wohnhaus                                                                            | |                                                                       |
| 1973 | Güstrower Chaussee 13/15 (Karte)  | Wohnhaus                                                                            | |                                                                       |
| 1974 | Güstrower Chaussee 17/19 (Karte)  | Wohnhaus                                                                            | |                                                                       |
| 1975 | Güstrower Chaussee 21/23 (Karte)  | Wohnhaus                                                                            | |                                                                       |
| 1976 | Güstrower Straße 1 (Karte)        | Wohnhaus                                                                            | | Wohnhaus                                                              |
| 1977 | Güstrower Straße 16 (Karte)       | Wohnhaus                                                                            | |                                                                       |
| 1976 | Güstrower Straße 27 (Karte)       | Speicher                                                                            | |                                                                       |
| 1979 | Güstrower Straße 31 (Karte)       | Wohnhaus                                                                            | |                                                                       |
| 1980 | Güstrower Straße 37/39 (Karte)    | Mietshaus                                                                           | |                                                                       |
| 1981 | Jörnbergweg 14 (Karte)            | Wohnanlage (Zwei Wohnhäuser und ein Wirtschaftsgebäude in parkartiger Gartenanlage) | | Weitere Bilder                                                        |
| 1982 | Jörnbergweg (Karte)               | Städtische Badeanstalt                                                              | Die neue Badeanstalt am Jörnberg wurde 1935 erbaut, zuvor befand sich ein Vorgänger weiter nördlich des heutigen Standortes. | Weitere Bilder                                                        |
| 1983 | Markt/Kirchenstraße (Karte)       | Kirche                                                                              | Langgestreckter Backsteinbau im romanisch-gotischen Übergangsstil aus dem 13. Jh., später mehrfach erheblich umgestaltet, erhaltener Ostgiebel mit Fries und Blendenschmuck; heutiger Bau vorwiegend von 1762, 8-eckiger kupfergedeckter Dachreiter mit Uhr, Kanzel und Altaraufsatz von 1705, Empore mit Wappen von 1744                                                           | Weitere Bilder                                                        |
| 1984 | Kirchenstraße 4 (Karte)           | Wohnhaus                                                                            | | Wohnhaus                                                              |
| 1985 | Kirchenstraße 5 (Karte)           | Wohnhaus                                                                            | Gaststätte „Zur Klause“, 1922 von August und Gertrud Waßmann eröffnet und weitergeführt von Henny Waßmann und Heike Stäcker. |                                                                       |
| 1986 | Kirchenstraße 6 (Karte)           | Schuppen                                                                            | |                                                                       |
| 1987 | Kirchenstraße 7 (Karte)           | Wohnhaus                                                                            | |                                                                       |
| 1988 | Lange Straße 2/4 (Karte)          | Wohn- und Geschäftshaus                                                             | | Wohn- und Geschäftshaus                                               |
| 1989 | Lange Straße 7 (Karte)            | Wohnhaus                                                                            | |                                                                       |
| 1990 | Lange Straße 11 (Karte)           | Wohnhaus                                                                            | |                                                                       |
| 1991 | Lange Straße 12 (Karte)           | Wohnhaus                                                                            | |                                                                       |
| 1992 | Lange Straße 13 (Karte)           | Wohn- und Geschäftshaus                                                             | |                                                                       |
| 1993 | Markt (Karte)                     | Rathaus                                                                             | Zweigeschossiger Putzbau von 1875 mit mittlerem Treppengiebel | Weitere Bilder                                                        |
| 1994 | Markt 1 (Karte)                   | Wohnhaus                                                                            | 3-gesch. Putzbau mit Sockel- und Mezzaningeschoss | Wohnhaus                                                              |
| 1995 | Markt 5 (Karte)                   | Wohn- und Geschäftshaus                                                             | Zweigeschossiger Klinkerbau mit wuchtigem Zwerchgiebel, ehemalige Sparkasse. 1936 als Ersatzbau für ein Wohnhaus errichtet. Zuletzt diente das Haus auch als Polizeistation. | Wohn- und Geschäftshaus                                               |
| 1996 | Markt 7 (Karte)                   | Wohnhaus                                                                            | 2-gesch. Putzbau mit Satteldach | Wohnhaus                                                              |
| 1997 | Markt 19 (Karte)                  | Wohnhaus                                                                            | 2-gesch. Putzbau mit Satteldach | Wohnhaus                                                              |
| 1998 | Möwenweg 17 (Karte)               | ehem. Landwirtschaftsschule mit Gedenkstein für die Geschwister Scholl              | Ehemalige Landwirtschaftliche Kreisberufsschule, 1950/51 zusammen mit großer Aula im Querbau errichtet. Zuletzt Nutzung als Kommunale Berufsschule „Geschwister Scholl“ (Gedenkstein) für Elektrotechniker mit Internatszimmern im Dachgeschoss. Geschlossen im Jahr 1993 und seitdem leerstehend und ruinös. Es gibt Pläne zum Verkauf des Grundstücks und dem Abriss der Gebäude. |                                                                       |
| 1999 | Möwenweg 20 (Karte)               | Heim (ehem. Kinderheim)                                                             | 1924/1925 als Kreiskinderheim erbaut. 1936 als Führerinnenschule des Bundes Deutscher Mädel umgenutzt, ab 1949 Nutzung als TBC-Kurheim. Nach 1990 privatisiert und modernisiert, zeitweise erfolgte auch die Nutzung als Pflegeheim. |                                                                       |
| 2000 | Plauer Chaussee 22 (Karte)        | Wohnhaus                                                                            | |                                                                       |
| 2001 | Plauer Chaussee (Karte)           | Gefallenendenkmal                                                                   | |                                                                       |
| 2002 | Plauer Straße 1 (Karte)           | Wohnhaus                                                                            | 2-gesch. giebelständiger Putzbau mit Krüppelwalmdach; Stadtinformation. Nach Sanierung und Umbau wohl nun ohne Denkmaleigenschaft. | Wohnhaus                                                              |
| 2003 | (Karte)                           | Wohnhaus                                                                            | 2-gesch. Putzbau | Wohnhaus                                                              |
| 2004 | Plauer Straße 3 (Karte)           | Wohnhaus                                                                            | 2-gesch. Putzbau | Wohnhaus                                                              |
| 2005 | Plauer Straße 24/26 (Karte)       | Wohnhaus                                                                            | 2-gesch. Putzbau | Wohnhaus                                                              |
| 2006 | Plauer Straße/Schulstraße (Karte) | Litfaßsäule                                                                         | | Litfaßsäule                                                           |
| 2007 | Schulstraße 6 (Karte)             | Wohnhaus                                                                            | Im September 2016 mit Schulstraße 4 zusammen abgerissen. |                                                                       |
| 2008 | Schulplatz 2 (Karte)              | Synagoge                                                                            | eingeschossiger neuromanischer, rechteckiger Bau mit gelber Klinkerfassade und Satteldach von 1866, ab 1820 als Turnhalle genutzt, deshalb erhalten, seit 1986 Kulturhaus | Weitere Bilder                                                        |
| 2009 | Wedenstraße 12/14 (Karte)         | Wohnhaus                                                                            | |                                                                       |
| 2010 | Wedenstraße 13 (Karte)            | Wohnhaus                                                                            | |                                                                       |
| 2011 | Wedenstraße 16 (Karte)            | Pfarrhaus                                                                           | Als Fachwerkhaus ausgeführtes Pfarrhaus. | Weitere Bilder                                                        |
| 2012 | Wilhelm-Pieck-Straße 5 (Karte)    | Wohnhaus                                                                            | |                                                                       |
| 2013 | Wilhelm-Pieck-Straße 16 (Karte)   | Wohnhaus                                                                            | |                                                                       |
| 2014 | Wilhelm-Pieck-Straße 33 (Karte)   | Wohnhaus                                                                            | |                                                                       |
| 2015 | Wilhelm-Pieck-Straße 45 (Karte)   | Wohnhaus                                                                            | |                                                                       |
| 2016 | Wilhelm-Pieck-Straße 47 (Karte)   | Wohnhaus                                                                            | |                                                                       |
| 2017 | Wilhelm-Pieck-Straße 49 (Karte)   | Wohnhaus                                                                            | |                                                                       |
| 2018 | Wilhelm-Pieck-Straße 50 (Karte)   | Wohnhaus                                                                            | |                                                                       |
| 2019 | Halbinsel Lehmwerder (Karte)      | Gedenkstein für Fritz Reuter                                                        | Denkmal für Fritz Reuter von 1910 auf dem Lehmwerder | Gedenkstein für Fritz Reuter                                          |

### Alt Sammit
| ID   | Lage                    | Bezeichnung                                                                                              | Beschreibung | Bild |
| ---- | ----------------------- | --- | --- | --- |
| 1191 | Lindenstraße 25 (Karte) | Schule                                                                                                   | | |
| 1192 | Lindenstraße 10 (Karte) | Friedhofstor                                                                                             | | |
| 1193 | Am Schloß 19 (Karte)    | Gutsanlage mit Gutshaus, Park, Lindenallee mit Kopfsteinpflaster, Speicher, Stall und Wirtschaftsgebäude | Der zweigeschossige Backsteinbau mit 13 Achsen, Granitsockel und Walmdach wurde 1859 vom Wismarer Architekten Heinrich Thormann entworfen. Nach mehrfachen Umbauten 1888 und 1905 erhielt es das heutige Aussehen.  | Gutsanlage mit Gutshaus, Park, Lindenallee mit Kopfsteinpflaster, Speicher, Stall und Wirtschaftsgebäude |
| 1194 | Lindenstraße 10 (Karte) | Kirche                                                                                                   | Schlichter Feldsteinbau aus dem 13. Jahrhundert, Westturm 1863 vorgebaut, 1960 baufällig und gesperrt, Dachstuhl des Langhauses 1979 eingestürzt, Wiederaufbau 1984–1987, 1990 Auszeichnung mit Europa-Nostra-Preis | Kirche                                                                                                   |
| 1195 | Lindenstraße 35 (Karte) | Landarbeiterhaus mit seitlichen Zugang                                                                   | | |

### Bellin
| ID   | Lage                      | Bezeichnung | Beschreibung | Bild                           |
| ---- | ------------------------- | --- | --- | ------------------------------ |
| 1213 | Steinbecker Weg 1 (Karte) | Landarbeiterhaus | |                                |
| 1214 | Am Teuchelbach 15 (Karte) | Ehemalige Neue Schule mit Schuppen | |                                |
| 1215 | Steinbecker Weg 3 (Karte) | Schuppen | |                                |
| 1217 | Kirchweg 1 (Karte)        | Pfarrhaus mit Garten und Stall | | Pfarrhaus mit Garten und Stall |
| 1218 | Am Schloss 1–3 (Karte)    | Gutsanlage mit Gutshaus, Torhaus, Kapelle, Marstall, Marstall mit Anbau, Schmiede, Backsteinstall, Schornstein, Stall an der Straße, Scheune, Fachwerkstall, Torzufahrt und Wasserturm und Park mit romanischen Taufbecken, Pavillon und Torzufahrt | 3-gesch., eklektizistisches, teils neobarockes und klassizistisches Jagdschloss als Gründerzeitbau von 1912 nach Plänen von Paul Korff mit Mansarddächern; heute Hotel                                                                                                 | Weitere Bilder                 |
| 1219 | Am Karpendiek (Karte)     | Allee | |                                |
| 1220 | Am Karpendiek (Karte)     | Kirche mit Friedhofstor und Grabmal Reimann auf dem Friedhof | Spätromanischer, einschiffiger Feldsteinbau von um 1230 mit einem steinernen Sarkophag, Taufsteinbecken, Schnitzfiguren sowie Wand- und Deckenmalereien; 4-gesch. späterer, wuchtiger, quadratischer Westturm aus (unten) Feld- und (oben) Backsteinen mit Mansarddach | Weitere Bilder                 |
| 1221 | Krakower Straße (Karte)   | Kriegerdenkmal | | Kriegerdenkmal                 |

### Bossow
| ID   | Lage                 | Bezeichnung  | Beschreibung | Bild         |
| ---- | -------------------- | ------------ | ------------ | ------------ |
| 1234 | Oberseeweg 4 (Karte) | Stallscheune |              | Stallscheune |

### Charlottenthal
| ID   | Lage                  | Bezeichnung                                                               | Beschreibung | Bild           |
| ---- | --------------------- | ------------------------------------------------------------------------- | --- | -------------- |
| 1251 | Dorfplatz 1–2 (Karte) | Gutshaus mit Park, Wirtschaftsgebäude, Kuhstall, Speicher, ehem. Scheune. | Das Gutshaus wurde 1843 von Baumeister Theodor Krüger für den Gutsbesitzer Christian Wilhelm Engel erbaut, ein Brand am 11. April 2016 zerstörte das historische Gebäude fast vollständig. | Weitere Bilder |

### Groß Grabow
| ID   | Lage                                       | Bezeichnung                                               | Beschreibung | Bild                                                      |
| ---- | ------------------------------------------ | --------------------------------------------------------- | ------------ | --------------------------------------------------------- |
| 1301 | Hofplatz 13, 16 (Karte)                    | Gutsanlage mit Gutshaus, Speicher, Schweinestall, Scheune |              | Gutsanlage mit Gutshaus, Speicher, Schweinestall, Scheune |
| 1302 | Zwischen B 103 und Rohrteich-Wiese (Karte) | Schmiede                                                  |              | Schmiede                                                  |

### Klein Grabow
| ID   | Lage                    | Bezeichnung | Beschreibung | Bild     |
| ---- | ----------------------- | ----------- | ------------ | -------- |
| 1934 | Klein Grabow 37 (Karte) | Gutshaus    |              | Gutshaus |

### Marienhof
| ID   | Lage                                 | Bezeichnung                                                                              | Beschreibung | Bild |
| ---- | ------------------------------------ | ---------------------------------------------------------------------------------------- | --- | ---- |
| 2153 | Zum Patersoll 15, 30, 32, 34 (Karte) | Gutsanlage mit Gutshaus, Park, Kavaliershaus und Grablege, 2 Stallscheunen und Gärtnerei | Neogotischer, 2-gesch. Putz- und Backsteinbau von um 1880 mit 3-gesch. Mittelrisalit, Sockel- und Mezzaningeschoss, heute Hotel; Gut der Familien von der Osten-Sacken (ab 1806), von Behr (ab 1850) und Bronsart von Schellendorff (ab 1877), in den 1930er Jahren aufgesiedelt. |      |
| 2153 | Östl. des Cholera-Friedhofs          | Mausoleum (Grablege), zugehörig zu Nr. 2153                                              | |      |

### Neu Sammit
| ID   | Lage                 | Bezeichnung                                             | Beschreibung | Bild                |
| ---- | -------------------- | ------------------------------------------------------- | --- | ------------------- |
| 2163 | Neu Sammit 2 (Karte) | Gutsanlage mit Gutshaus, Park, Eiskeller und Liegehalle | 2-gesch., 9-achs. Putzbau von 1887 mit Mezzanin- und Sockelgeschoss sowie Walmdach, Mittelrisalit mit Medaillon im Giebeldreieck; Park mit Riesentanne, Douglasie und Winterlinde (Stammdurchmesser 4,60 m.) | Weitere Bilder      |
| 2164 | Neu Sammit 4 (Karte) | Forsthaus mit Stall (Krüppelwalmdach)                   | |                     |
| 2166 | Neu Sammit (Karte)   | Transformatorenhaus                                     | | Transformatorenhaus |

## Ehemalige Baudenkmale

### Bellin
| ID   | Lage          | Bezeichnung  | Beschreibung | Bild |
| ---- | ------------- | ------------ | ------------ | ---- |
| 1216 | Dorfstraße 27 | Stallscheune |              |      |

### Bossow
| ID | Lage   | Bezeichnung  | Beschreibung | Bild |
| -- | ------ | ------------ | ------------ | ---- |
|    | Bossow | Stallscheune |              |      |

### Möllen
| ID | Lage            | Bezeichnung | Beschreibung | Bild |
| -- | --------------- | ----------- | ------------ | ---- |
|    | Möllen Möllen 6 | Bauernhaus  |              |      |

### Neu Sammit
| ID | Lage               | Bezeichnung | Beschreibung | Bild   |
| -- | ------------------ | ----------- | ------------ | ------ |
|    | Neu Sammit (Karte) | Brücke      |              | Brücke |

## Quelle
Denkmalliste des Landkreises Rostock A ‐ Z (Stand: 10. Februar 2021; PDF, 497 KB)